# Formule 3000 v roce 2000
Formule 3000 v roce 2000 byla šestnáctým ročníkem disciplíny Formule 3000. Uskutečnilo se 10 Velkých cen této formule a mistrem světa se stal brazilský jezdec Bruno Junqueira s vozem Lola B99/50.

## Pravidla
Boduje prvních 6 jezdců podle klíče:
- První - 9 bodů
- Druhý - 6 bodů
- Třetí - 4 body
- Čtvrtý - 3 body
- Pátý - 2 body
- Šestý - 1 bod

## Velké ceny
| Datum        | Závod                     | Vítěz             | Vůz         | Výsledky |
| ------------ | ------------------------- | ----------------- | ----------- | -------- |
| 9. duben     | Imola                     | Nicolas Minassian | Lola B99/50 | Výsledky |
| 23. duben    | BRDC International Trophy | Mark Webber       | Lola B99/50 | Výsledky |
| 7. květen    | Barcelona                 | Bruno Junqueira   | Lola B99/50 | Výsledky |
| 21. květen   | Nürburgring               | Bruno Junqueira   | Lola B99/50 | Výsledky |
| 4. červen    | Monte Carlo               | Bruno Junqueira   | Lola B99/50 | Výsledky |
| 2. červenec  | Magny Cours               | Nicolas Minassian | Lola B99/50 | Výsledky |
| 16. červenec | A1-Ring                   | Nicolas Minassian | Lola B99/50 | Výsledky |
| 30. červenec | Hockenheim                | Tomáš Enge        | Lola B99/50 | Výsledky |
| 13. srpen    | Hungaroring               | Bruno Junqueira   | Lola B99/50 | Výsledky |
| 27. srpen    | Spa                       | Fernando Alonso   | Lola B99/50 | Výsledky |